# Salvador Montes de Oca

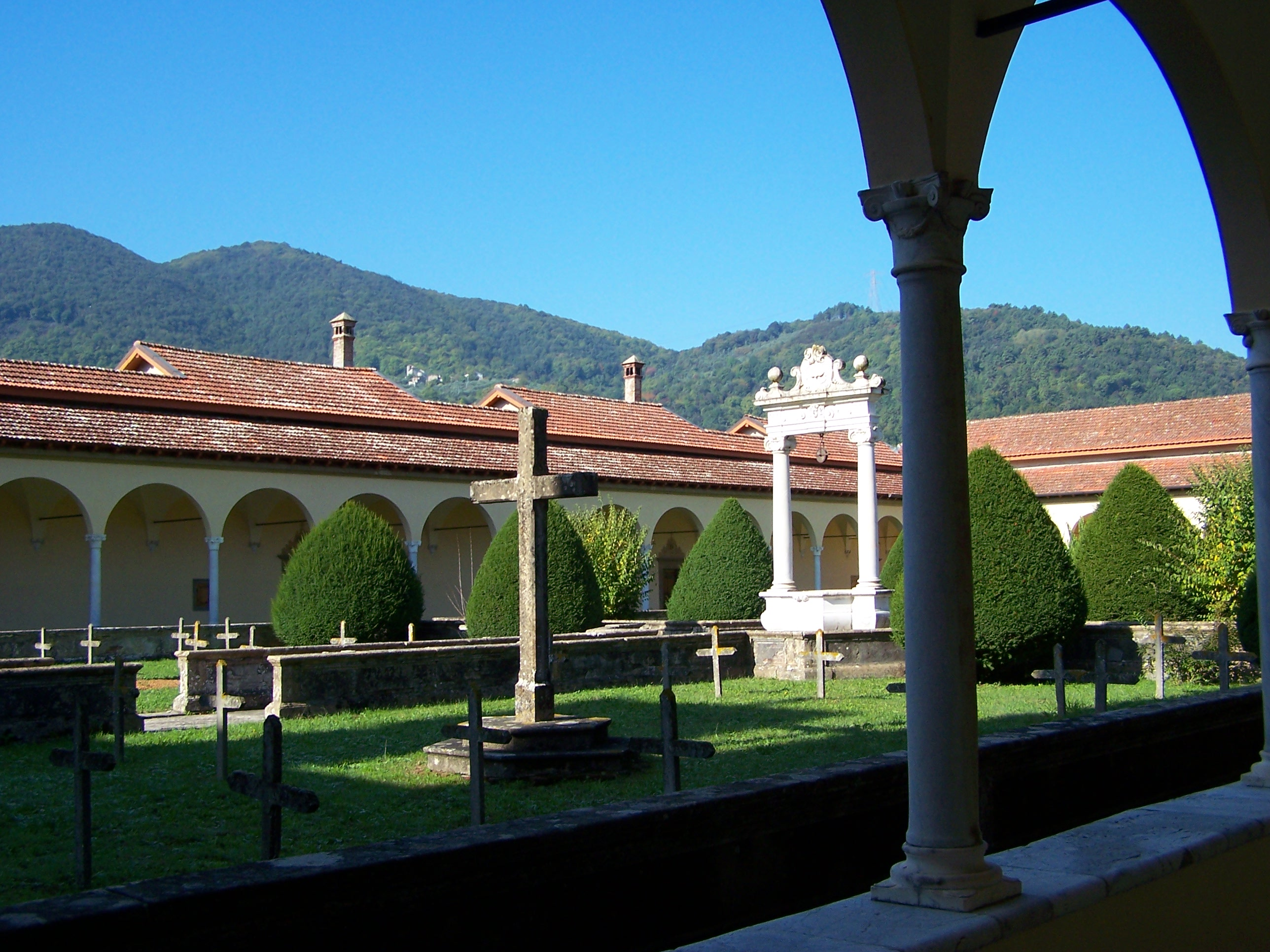
Cartuja de Farneta

Salvador Montes de Oca (Carora, estado Lara, Venezuela, 21 de octubre de 1895-cerca de Massa, Italia, 6 de septiembre de 1944) fue obispo venezolano de Valencia fusilado por tropas nazis en Italia. 

## Biografía
Hijo de Andrés  Montes de Oca y Rosario de Montes de Oca, fue ordenado como el segundo obispo de Valencia, estado Carabobo, a los 32 años y sirvió como tal entre el 20 de junio de 1927 y el 22 de diciembre de 1934. Esta promoción vino a la muerte del obispo anterior, Francisco Antonio Granadillo, el 13 de enero de 1927, y su partida se debió a presiones políticas en la dictadura de Juan Vicente Gómez, durante el gobierno títere de Juan Bautista Pérez. A su renuncia fue reemplazado por el padre Gregorio Adam Dalmau, quien fue ordenado obispo el 31 de octubre de 1937, y quien mantuvo el cargo hasta la fecha de su muerte el 12 de julio de 1961. 
El día de renuncia, Montes de Oca fue nombrado obispo titular de Bilta, un cargo honorario que mantuvo hasta 1940, y a la fecha de su muerte a los 48 años, tenía el título de obispo Emérito de Valencia.
Desde su elevación a obispo, Salvador Bernardo Montes de Oca tuvo varios choques con la dictadura de Juan Vicente Gómez. Una anécdota lo tiene visitando estudiantes presos en el Castillo Libertador de Puerto Cabello, y recogiéndolos en su automóvil cuando fueron liberados. Uno de ellos era Andrés Eloy Blanco, quien refirió el suceso en la Asamblea Constituyente de 1947.
En otra anécdota, retó al gobierno local tras la muerte de Joaquín Mariño, hermano de un empresario del cine llamado Santiago Mariño quien aparentemente era descendiente del prócer del mismo nombre. Mariño había muerto en los sótanos de la Casa Páez, tras ser arrestado por La Sagrada (policía de Gómez} por repartir propaganda comunista. Oficialmente, se había suicidado colgándose de las trenzas de sus zapatos, pero cuando se entregó el cadáver a la familia, la gobernación ordenó que nadie abriese la urna, y a tal fin la puso en guardia permanente. 
En un momento de descuido de los guardias, una de las hermanas de Mariño abrió la urna y notó que le salía sangre del pecho y al abrir la camisa, vio huellas de las torturas que había sufrido. Monseñor Montes de Oca, ordenó los preparativos para enterrarlo y al saberlo el Gobierno, le comunicaron que por tratarse de un suicida la Iglesia no podía rendirle entierro cristiano.
Montes de Oca los ignoró, y al día siguiente ofició el funeral de Mariño, que representaban un desafío abierto al régimen ya que implicaba que el mismo había sido asesinado. Durante la procesión hasta el cementerio, los hombres que la seguían cada cierto tiempo se detenían, y hacían el gesto de amarrarse las trenzas de los zapatos en protesta por la muerte.
Pero fue en 1929 cuando su actitud frente al gobierno lo llevaría al exilio. Según el Cardenal José Humberto Quintero en su obra Para la Historia, este se reunió con Montes de Oca en enero de 1930 en Puerto España, Trinidad y le explicó las razones de su exilio de la siguiente manera:

Se le presentó cierta mañana, en el Palacio Arzobispal de Valencia, una joven señora, en un estado de suma turbación. Le confió que momentos antes, acompañada de su esposo, había ido a visitar a un alto político de aquella ciudad y que habiéndola dejado sola su marido por haber tenido que atender algo urgente, el político, primero con insinuaciones y luego ya por la fuerza, había pretendido hacerla objeto de su lujuria, lo que no había logrado, pues ella había luchado hasta ganar el anteportón y la calle. Pasando ocasionalmente por la puerta del Palacio Episcopal, se le había ocurrido entrar para referir al obispo lo que le acababa de suceder. Monseñor Montes de Oca le indicó que se fuera a su casa, esperara allí a su esposo y lo impusiera del hecho. Un poco más tarde, la misma señora, en un estado de mayor turbación aún, retornó al Palacio y le dijo al obispo: Monseñor: ahora he comprendido las cosas: mi marido me había vendido a ese señor; llegó a casa furioso conmigo porque le he hecho perder la posición que ya tenía conseguida. Yo me quedo aquí: no me junto más con ese hombre. Monseñor tuvo que brindarle asilo provisional a aquella joven y atribulada dama, mientras llega el papá de ella, al que llamó con urgencia. Pues bien: ese político, de cuya calidad moral podemos formarnos idea por lo que dijeron Pío Gil, que lo señala como un traidor, y Fernando González, que lo presenta como un corrompido, disfrutaba de influencia en el régimen que entonces mandaba en Venezuela. Y al enterarse de que había perdido la cacería por la intervención del obispo, maquinó venganza y se aprovechó para ello de la publicación en esos días de la Instrucción sobre el matrimonio."

Esto creó un resentimiento oficial contra Montes de Oca, que fue vengado en 1929 por un caso que tenía relación con una dama que había aceptado casarse con el gobernador de Valencia. Como el gobernador era divorciado, el padre de la novia rogó al obispo para que intercediera ante la muchacha para que rechazara al pretendiente, pero la muchacha lo ignoró y procedió al matrimonio. Debido a esto, Montes de Oca escribió una carta en su periódico episcopal en la cual condenaba el matrimonio con divorciados, aprovechando para apuntar al general Gómez y a los varios de los integrantes de su gabinete que mantenían queridas. Y para llevarlo a una audiencia más amplia, decidió llevar su escrito al Diario La Religión en Caracas. 
De regreso, Montes de Oca fue detenido en la carretera de Los Teques y embarcado inmediatamente en un vapor que salía hacia Trinidad.
Esta situación creó un conflicto que el gobierno de Juan Bautista Pérez pretendió extender a todo el Episcopado, y al ser consultado sobre la manera en que debía procederse, Gómez les preguntó a sus ministros que con cuantas tropas contaban los curas. Los ministros le dijeron que se habían alzado con papeles, a lo cual Gómez respondió que si es con papeles, es con papeles que tienen que derrotarlos.
El conflicto se resolvió en 1931, cuando Gómez se encargó nuevamente de la Presidencia. Reunido con el Gabinete, se consideró una petición del Arzobispo de Caracas y se dispuso levantar la expulsión, como anota el acta del Consejo de Ministros, y el mismo Presidente emitió un Decreto en el que se suspendió el destierro sin exigir Montes de Oca retractación alguna.

## Muerte
Después de su regreso, Montes de Oca renunció a la diócesis y se retiró en Italia con la Orden de los Cartujos. Vivía con ellos en la Certosa o monasterio di Farneta, en Maggiano, Lucca, Toscana, y allí tuvo la mala suerte de enfrentarse a un régimen que hizo ver al de Gómez como un juego de niños. 
La Segunda Guerra Mundial estaba llegando a su fin y los alemanes apostados en Italia estaban preocupados por el crecimiento de actividades de resistencia. Así, el 17 de junio de 1944, el mariscal de campo nazi Albert Kesselring, comandante supremo de las tropas en Italia, autorizó el uso de cualquier método represivo para eliminar los movimientos partisanos en la Toscana. La responsabilidad de esta región se asignó a la 16.ª división blindada de la SS bajo el mando del general Max Simon, bajo las órdenes del Mayor Walter Reder.
En el monasterio de la Farneta se había dado refugio a muchos perseguidos políticos por diferentes razones, y en la madrugada entre el 1 y 2 de septiembre de 1944, soldados alemanes invadieron el monasterio, y al día siguiente evacuaron a todos los religiosos y civiles que no se habían escondido o huido. 
De allí los trasfirieron en varios camiones a Nocchi, en Camaiore, donde los mantuvieron por varios días. La mayor parte fueron fusilados en lugares y días diferentes, especialmente en los alrededores de Massa el domingo 10 de septiembre. Entre los fusilados hubo 12 monjes, incluyendo al prelado Martino Binz, el procurador Gabriele Maria Costa y Montes de Oca.
El cadáver fue arrojado a una fosa común, pero en 1947 fueron reconocidos y actualmente se encuentran enterrados bajo el presbiterio de la Catedral de Valencia. En memoria de los mártires de la comunidad de Montemagno, existe un monumento funerario de lo que algunos llaman la Masacre de Pioppetti, pero que a veces también incluyen como parte de la Matanza de Sant'Anna di Stazzema.
En Valencia existen varias calles bautizadas en honor al obispo, incluyendo la Avenida Montes de Oca y el monumento a Monseñor Montes de Oca, colocado en la plaza homónima. En este grupo escultórico en mármol y bronce, aparece el prelado con la mano derecha en alto sosteniendo una cruz y la mano izquierda sobre una media columna, con dos detalles de carácter monumental a ambos lados. Fue mandado a erigir por la valenciana Ana Cecilia Branger Párraga, es de autor desconocido y no tiene fecha.

## Predecesores y sucesores en los cargos
| Predecesor: Francisco Antonio Granadillo | II Obispo de Valencia 1927 - 1934 | Sucesor: Gregorio Adam Dalmau |